# Гефен-ан-дер-Енц
Гефен-ан-дер-Енц (нім. Höfen an der Enz) — громада в Німеччині, знаходиться в землі Баден-Вюртемберг. Підпорядковується адміністративному округу Карлсруе. Входить до складу району Кальв.
Площа — 9,08 км2. Населення становить 1713 ос. (станом на 31 грудня 2020).